# Wriggboot
Als Wriggboot wird ein kleines Binnen- oder Küstenboot bezeichnet, das mittels eines Wriggriemens  durch Wriggen bewegt wird.
Ein Wriggriemen  wird am Spiegelheck des Bootes in eine Ausbuchtung und nicht in eine Dolle eingehängt. Deshalb braucht es, um ein Boot mit der Wriggtechnik bewegen zu können und das Herausrutschen des Riemens zu verhindern, auch einige Übung. Die Person am Ruder steht im Boot und beschreibt mit dem Riemenblatt eine Acht im Wasser. Durch die Rollbewegung wird das Boot vorwärts bewegt.